# Paracincia dognini
Paracincia dognini är en fjärilsart som beskrevs av William D. Field. Paracincia dognini ingår i släktet Paracincia och familjen björnspinnare. Inga underarter finns listade i Catalogue of Life.